# Związek gmin Küssaberg
Związek gmin Küssaberg – związek gmin (niem. Gemeindeverwaltungsverband) w Niemczech, w kraju związkowym Badenia-Wirtembergia, w rejencji Fryburg, w regionie Hochrhein-Bodensee, w powiecie Waldshut. Siedziba związku znajduje się w miejscowości Küssaberg, przewodniczącym jego jest Alexander Fink.
Związek zrzesza dwie gminy wiejskie:
- Hohentengen am Hochrhein, 3 644 mieszkańców, 27,55 km²
- Küssaberg, 5 468 mieszkańców, 26,16 km²